# Schiedlberg
Schiedlberg – gmina w Austrii, w kraju związkowym Górna Austria, w powiecie Steyr-Land, a według Austriackiego Urzędu Statystycznego liczyła 1214 mieszkańców (1 stycznia 2015).